# Silke Mayer
Silke Mayer (geb. Nowitzki; * 12. Juli 1974 in Würzburg) ist eine ehemalige deutsche Basketballnationalspielerin. Sie ist die ältere Schwester des Basketballspielers Dirk Nowitzki.

## Karriere
Silke Nowitzki spielte in ihrer Jugend für den CVJM Würzburg und wechselte später zur DJK Würzburg. Mit den Basketballerinnen der DJK stieg sie 1993 in die Bundesliga auf. Zum Ende des Jahres 1995 wurde sie erstmals in die deutsche Basketballnationalmannschaft der Damen berufen und absolvierte bei einem Turnier in Lodz, Polen 3 Spiele für Deutschland gegen Russland, Polen und Litauen und erzielte 3 Punkte. 1998 nahm sie mit der DJK Würzburg am Ronchetti Cup teil.
2001 ging Silke Nowitzki nach New York und arbeitete für NBA Entertainment als Verwalterin der europäischen Fernsehrechte. Zwischen 2003 und 2005 studierte sie in San Diego Betriebswirtschaft. Seit dem Sommer 2006 ist sie Managerin ihres Bruders Dirk Nowitzki. Ihre Mutter Helga Nowitzki spielte auch für die Basketballnationalmannschaft.
Silke Nowitzki ist außerdem Vorsitzende der  Dirk Nowitzki Stiftung.